# Michelle Payne
Michelle Payne (* 29. September 1985) ist eine ehemalige australische Jockey, Rednerin und Rennpferdetrainerin. Sie gewann mit Prince of Penzance den Melbourne Cup von 2015.

## Leben
Die jüngste Tochter von Paddy und Mary Payne wuchs auf einer Farm in Miners Rest, in der Nähe von Ballarat in Victoria, Australien auf.
Ihre Mutter Mary starb bei einem Autounfall als Payne sechs Monate alt war, so dass ihr Vater Paddy seine zehn Kinder alleine aufziehen musste. Payne träumte schon als Kind davon, eines Tages den Melbourne Cup zu gewinnen. Sie besuchte das Loreto College bei Ballarat und begann mit 15 Jahren Rennen zu reiten. Sie war das achte Payne-Kind, das in den Rennsport ging. Sie hat irische Vorfahren.
Der australische Film Ride Like a Girl – Ihr größter Traum von 2019 basiert auf dem Leben von Michelle Payne und ihrem historischen Sieg im Melbourne Cup von 2015.

## Laufbahn als Jockey
Sie gewann ihr erstes Rennen in Ballarat mit Reigning, einem Pferd, das ihr Vater trainierte. Im März 2004 hatte Payne einen schweren Sturz bei einem Rennen auf dem Sandown Racecourse in Melbourne, bei dem sie sich den Schädel brach. Aufgrund der langen Rekonvaleszenz, während der sie sich auch noch das Handgelenk brach, wurde ihre Lehrzeit als Rennreiterin um drei Monate verlängert.
Payne gewann ihr erstes Gruppe I-Rennen, das Toorak Handicap auf dem Caulfield Racecourse im Sattel von Allez Wonder am 10. Oktober 2009, und der Trainer Bart Cummings bot ihr an, beim „Caulfield Cup“ in der Folgewoche zu reiten. Payne war die dritte Frau, die am „Caulfield Cup“ teilnahm.
Bei ihrer ersten Teilnahme am Melbourne Cup im Jahr 2009 ritt sie wiederum Allez Wonder von Trainer Bart Cummings mit einem Gewicht von 50,5 kg. Sie erreichten Platz 16 von 23 Startern. 2010 siegte Payne mit Yosei in den australischen 1000 Guineas auf dem Caulfield Racecourse.

### Melbourne Cup 2015
Sie erfuhr landesweite Aufmerksamkeit, als sie 2015 zwei Rennen am „Melbourne Cup Carnival“ auf dem Flemington Racecourse gewann. Eines war das „Hilton Hotels Stakes“ und das andere der Melbourne Cup.
Payne siegte am 3. November 2015 beim Melbourne Cup auf Prince of Penzance, einem sechsjährigen Wallach, den sie schon längere Zeit ritt.
Payne war die erste Frau, die den Melbourne Cup in seiner 155-jährigen Geschichte gewann. Zufälligerweise entsprachen ihre Rennfarben den Farben der Suffragistinnen: Lila, Grün und Weiß. Sie hofft, dass ihr Sieg in der Zukunft anderen „weiblichen Jockeys hilft“.
Paynes Sieg überraschte die Buchmacher. Prince of Penzance, der für den vergleichsweise bescheidenen Betrag von $50,000 gekauft worden war, galt als krasser Außenseiter mit einer Quote von 100:1. Umso sensationeller war sein Sieg. Der Sieg im Melbourne Cup 2015 war mit 3,6 Millionen Australischen Dollar dotiert. Davon erhält der Jockey 5 %, der Trainer 10 % und der Besitzer 85 %.

### Saison 2016/2017

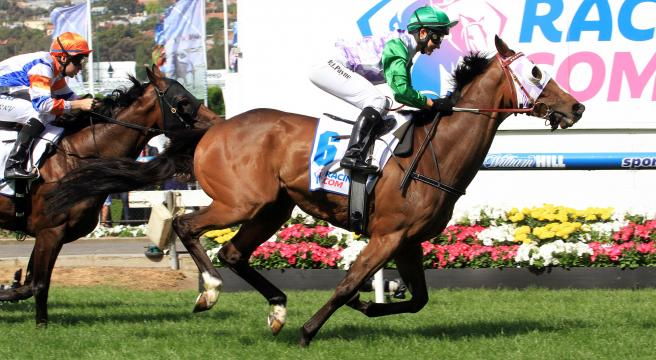
Michelle Payne auf Prince of Penzance, 2016

Im Mai 2016 erlitt Payne durch einen Sturz bei einem Rennen in Mildura schwere Verletzungen im Bauchraum. Ein Leberriss musste behandelt werden, es war lange unklar, ob sie wieder Rennen reiten würde. Sie kehrte im September 2016 zum Rennsport zurück. Sie erklärte aber, dass sie langfristig vom Jockey zur Trainerin wechseln wollte.
Beim Swan Hill Cup wurde sie positiv auf den Appetitzügler Phentermin getestet. Payne bekannte sich schuldig und wurde für vier Wochen bis zum 21. Juli 2017 gesperrt. Nach der Untersuchung sagte sie: „Das ist ganz allein meine Schuld. Ich entschuldige mich aufrichtig bei allen.“
Im November 2016 gewann sie auf Husson Eagle, der von ihrem Bruder Patrick Payne trainiert wurde, die „Doveton Stakes“.

### Rücktritt Saison 2023/2024
In den folgenden Jahren startete Payne bei weniger Rennen. Ihr letztes Rennen gewann sie im August 2023 auf Smokin Princess. 2024 gab sie ihre Jockeylizenz zurück. Während ihrer Laufbahn als Jockey gewann sie 772 Rennen.

## Laufbahn als Trainerin
Bereits während ihrer Karriere als Jockey begann Payne 2016 damit, Rennpferde zu trainieren.
Seit ihrem Rücktritt im Jahr 2024 widmet sie sich voll und ganz dieser Tätigkeit und betreibt einen eigenen Rennstall, die „Nottingham Farm“, mit 15 Rennpferden in der Nähe von Ballarat, nicht weit von der Farm ihrer Eltern. Seitdem trainiert sie zusammen mit ihrem Bruder Patrick Payne sehr erfolgreich Rennpferde. Das Geschwisterpaar konnte bereits 78 Siege verzeichnen (Stand: Juli 2025). Dabei wird sie außerdem von ihrem Bruder Stevie Payne als Groom unterstützt, der das Down-Syndrom hat und in dem Film „Ride Like a Girl“ mitspielte.
2025 startete sie eine Initiative, um Farmer bei der Winterfütterung zu unterstützen, die aufgrund der Hitzewelle und Trockenheit im Sommer nicht genügend Futter anbauen konnten. Wenn Rennpferde ihre Mahlzeiten nicht auffressen, dann wird das Futter entsorgt, da es den empfindlichen Tieren kein zweites Mal vorgesetzt werden kann. Dabei handelt es sich jedoch um hochwertiges Futter, das sich durchaus für Schafe und Rinder eignet. Sie bittet die Trainer, das Futter zu sammeln, und organisiert den Transport zu den betroffenen Farmern, die vor dem Ruin stehen, da sie große Mengen Futter zukaufen müssen.
Michelle Payne hält Vorträge über Motivation auf Konferenzen in Australien und weltweit.

## Ehrungen
Im Oktober 2016 erhielt Payne den Don Award von der Sport Australia Hall of Fame.
Payne wurde 2016 in die „Victorian Honour Roll of Women“ aufgenommen. Sie wurde im Rahmen der „2021 Australia Day Honours“ mit der Medaille des Order of Australia ausgezeichnet.

## Werke
- Life as I know it, Autobiografie, Michelle Payne und John Harms, 2016, ISBN 978-0-3693-7258-1